# 포클랜드 제도의 문장

포클랜드 제도의 문장

포클랜드 제도의 문장은 1948년 9월 29일 포클랜드 제도에 부여되었다.이 섬은 범선 아래에 있는 배와 아래 포클랜드의 표어가 있는 들판 잔디에 숫양이있는 방패로 구성되어 있다.